# SNCAC NC.856 Norvigie
Le SNCAC NC.856 Norvigie est un avion militaire de la guerre froide, réalisé en France par la Société nationale des constructions aéronautiques du Centre (SNCAC).